# Amaury Capiot
Amaury Capiot (Lanaken, 25 giugno 1993) è un ciclista su strada belga che corre per il team Arkéa-B&B Hotels; è professionista dal 2015.
È il figlio di Johan Capiot, anch'egli ciclista.

## Palmarès

### Strada
- 2011 (Juniores, tre vittorie)

Gent-Menen
Remouchamps-Ferrières-Remouchamps
1ª tappa Keizer der Juniores (Ypres > Ypres)
- 2015 (Topsport Vlaanderen-Baloise, una vittoria)

Omloop Mandel-Leie-Schelde
- 2022 (Team Arkéa-Samsic, due vittorie)

Grand Prix Cycliste la Marseillaise
3ª tappa Boucles de la Mayenne (Saint-Berthevin > Château-Gontier-sur-Mayenne)
- 2024 (Arkéa-B&B Hotels, una vittoria)

4ª tappa Tour of Oman (Fanja > Yitti Hills)

#### Altri successi
- 2014 (Lotto-Soudal U23)

Classifica giovani Tour du Loir-et-Cher
- 2016 (Topsport Vlaanderen-Baloise)

Classifica combattività Giro del Belgio

## Piazzamenti

### Grandi Giri
- Tour de France

2022: 84º
2024: ritiro (14ª tappa)
2025: 136º

### Classiche monumento
- Milano-Sanremo

2021: 137º
- Giro delle Fiandre

2016: ritirato
2018: 88º
2020: 22º
2022: 24º
2025: ritirato
- Parigi-Roubaix

2021: 18º
2022: ritirato

### Competizioni mondiali
- Campionati mondiali

Copenaghen 2011 - In linea Junior: 125º